# Bạc Thị Khiêm
Bạc Thị Khiêm (sinh năm 2000) là một vận động viên Taekwondo Việt Nam. Cô là thành viên đội tuyển Taekwondo Việt Nam, với thành tích (liên tiếp) 1 Huy chương Vàng giải Đông Nam Á, 1 Huy chương Vàng tại SEA Games 30. 1 Huy chương Vàng tại SEA Games 31.

## Tiểu sử
Bạc Thị Khiêm sinh năm 2000, sinh sống cùng gia đình tại Thành phố Sơn La. năm đầu ở đội tuyển của tỉnh, Bạc Thị Khiêm đã được tham gia thi đấu các giải trong nước tổ chức tại Thành phố Hồ Chí Minh, Cần Thơ, Tây Ninh, Lào Cai, Hà Nội... và giành được 6 Huy chương Vàng ở nội dung đối kháng cá nhân. 

## Sự nghiệp
Đến năm 2017, cô được gọi vào đội tuyển quốc gia tham dự Giải vô địch trẻ Đông Nam Á năm 2017, Ngay lần đầu tham dự, cô đã giành được Huy chương Vàng. Đây là tấm huy chương quốc tế đầu tiên trong sự nghiệp của cô.
Năm 2022 cô giành Huy chương vàng tại SEA Games 31 trên sân nhà và cũng bảo vệ ngôi vô địch từng có ở SEA Games 30 3 năm trước.
Chiều 18 tháng 5 năm 2024, Bạc Thị Khiêm đã giành huy chương vàng đối kháng hạng cân 67kg nữ Giải taekwondo châu Á 2024 diễn ra tại Đà Nẵng.

## Thành tích nổi bật

### Thể thao
| Năm  | Giải đấu                  | Nơi diễn ra | Thành tích      | Nguồn |
| ---- | ------------------------- | ----------- | --------------- | ----- |
| 2017 | Giải taekwondo Đông Nam Á | Uzabekistan | Huy chương vàng | [ 1 ] |
| 2019 | SEA Games 30              | Philippines | Huy chương vàng | [ 4 ] |
| 2022 | SEA Games 31              | Việt Nam    | Huy chương vàng | [ 5 ] |
| 2024 | Giải vô địch Châu Á       | Việt Nam    | Huy chương vàng | [ 3 ] |